# Giulio Casali
Giulio Cesare Casali (13 februari 1942) is een voormalig voetballer uit San Marino, die na zijn actieve carrière het trainersvak instapte. Hij was in de periode 1986-1987 de eerste bondscoach van het San Marinees voetbalelftal, hoewel de ministaat op dat moment nog niet officieel erkend was en dus nog niet aangesloten was bij de wereldvoetbalbond FIFA. Casali had de nationale ploeg vier duels onder zijn hoede. Zelf speelde hij als middenvelder voor AC Libertas en San Marino Calcio.

## Bondscoach
Casali begeleidde de nationale ploeg onder meer tijdens de Middellandse Zeespelen 1987, die werden gehouden in Aleppo, Syrië. Hij werd in 1990 opgevolgd door Giorgio Leoni, toen San Marino wel was erkend door de internationale voetbalfederaties.
| Interlands San Marino onder leiding van Giulio Casali | Interlands San Marino onder leiding van Giulio Casali | Interlands San Marino onder leiding van Giulio Casali | Interlands San Marino onder leiding van Giulio Casali | Interlands San Marino onder leiding van Giulio Casali | Interlands San Marino onder leiding van Giulio Casali |
| №                                                     | Datum                                                 | Locatie                                               | Wedstrijd                                             | Uitslag                                               | Competitie                                            |
| ----------------------------------------------------- | ----------------------------------------------------- | ----------------------------------------------------- | ----------------------------------------------------- | ----------------------------------------------------- | ----------------------------------------------------- |
| 1                                                     | 28.03.1986                                            | Serravalle, San Marino                                | San Marino – Canada                                   | 0 – 1                                                 | Vriendschappelijk                                     |
| 2                                                     | 16.09.1987                                            | Aleppo, Syrië                                         | Libanon – San Marino                                  | 0 – 0                                                 | Middellandse Zeespelen                                |
| 3                                                     | 18.09.1987                                            | Aleppo, Syrië                                         | Syrië – San Marino                                    | 3 – 0                                                 | Middellandse Zeespelen                                |
| 4                                                     | 20.09.1987                                            | Aleppo, Syrië                                         | Turkije – San Marino                                  | 4 – 0                                                 | Middellandse Zeespelen                                |

Betaald voetbal · FSGC · Nationaal voetbalelftal · Campionato Sammarinese · Coppa Titano · Supercup